# Suchy Hradek
Suchy Hradek (słow. Suchý hrádok) – lesisty szczyt w południowej części słowackich Tatr Zachodnich, wznoszący się na wysokość 1204 m n.p.m. Znajduje się w bocznej grani Bystrej, w zakończeniu szerokiego grzbietu opadającego na południe z Jeżowej Kopy (Ježová, 2043 m). Od tej ostatniej oddzielony jest szeroką przełęczą (ok. 1152 m), zajętą przez zarastającą polanę Pokrzywnik (Žihľavník). Zachodnie stoki opadają do Dolinki Kozowej (Kozová), południowe wprost do Kotliny Liptowskiej (Liptovská kotlina), zaś wschodnie do rozpoczynającej się pod Pokrzywnikiem nienazwanej dolinki i znajdującej się na jej zachodnim zboczu polany Hradek (1015 m). W odległości ok. 450 m na północny wschód od głównej kulminacji znajduje się niższy wierzchołek, sięgający ok. 1175 m n.p.m.
Masyw Suchego Hradku odróżnia się wyraźnie od sąsiednich wzniesień swą budową geologiczną – tworzą go skały wapienne. W pobliżu wierzchołka pojawiają się one na powierzchni w postaci niewysokich skalnych ścianek. U południowych podnóży istnieje kilka wywierzysk, których woda pochodzi z potoku Bystra (Bystrá) po północno-wschodniej stronie góry. Największe ma wydajność ok. 50 l/s i stanowi ujęcie wody dla Przybyliny (Pribylina) i Wawrzyszowa (Vavrišovo). Suchy Hradek porośnięty jest lasami świerkowymi z domieszką sosny. Dzięki podłożu w runie występują rośliny wapieniolubne.
Na szczyt nie prowadzą żadne szlaki turystyczne. Wzdłuż południowych podnóży poprowadzona jest czerwono znakowana Magistrala Tatrzańska.